# Rusko-perské války
Souhrnný název rusko-perské války označuje řadu bitev mezi Ruskem a Persií v 17. až 19. století.

## Seznam bojů
|   | Název                          | Výsledek |
| - | ------------------------------ | --- |
| 1 | Rusko-perská válka (1651–1653) | Strategické vítězství Peršanů. Safavidové získávají větší vliv na Severním Kavkaze                                           |
| 2 | Rusko-perská válka (1722–1723) | Rusko získává Derbent, Baku a provincie Širvan, Gilan, Mazandaran a Astrabád, avšak o 9 let později vrací tato území Persii. |
| 3 | Rusko-perská válka (1796)      | Rusko se stahuje. |
| 4 | Rusko-perská válka (1804–1813) | Ruské vítězství. Gulistánská dohoda                                                                                          |
| 5 | Rusko-perská válka (1826–1828) | Rusko ztrácí a opět dobývá sporná území. Turkmenčajská dohoda                                                                |